# Rebecca Valadez
Rebecca Valadez (EE. UU., 1975) es una cantante latina, actriz, y exmiembro del grupo de música tejana, Mazz. 

## Carrera musical
En 1998-99, Valadez fue una cantante de reserva en la gira Velvet Rope de Janet Jackson.
Por su álbum Siempre Humilde (2002) obtuvo un Grammy Latino. Su álbum en solitario, Rebecca Valadez, fue nominado como "Mejor Álbum Tejano" en los Premios Grammy (2006).
Ella desempeñó el papel principal en representaciones de matiné de Selena Forever (2000).